# Zápas na Letních olympijských hrách 1980 – muži, volný styl do 82 kg
Zápas ve volném stylu ve váhové kategorii do 82 kg probíhal na Letních olympijských hrách 1980 v Moskvě, v atletické hale CSKA Moskva. O medaile se utkalo celkem 14 zápasníků.

## Turnajové výsledky
Za prohru zápasníci získávají záporné body. 6 bodů vyřazuje zápasníka z dalších bojů. Poté, co zbývají poslední tři borci, utkají se tito ve finálovém kole o medaile.
Legenda
- TF — Lopatkové vítězství
- IN — Vítězství pro soupeřovo zranění
- DQ — Vítězství pro soupeřovu pasivitu
- D1 — Vítězství pro soupeřovu pasivitu, vítěz taktéž napomínán
- D2 — Oba zápasníci diskvalifikováni pro pasivitu
- FF — Kontumační vítězství
- DNA — Soupeř nenastoupil
- TPP — Trestné body celkem
- MPP — Trestné body za zápas

Sankce
- 0 - Lopatkové vítězství, technická převaha, pro pasivitu, zranění soupeře, nenastoupení
- 0,5 - Výhra na body, 8-11 bodů rozdíl
- 1 - Výhra na body, 1-7 bodů rozdíl
- 2 - Výhra pro pasivitu, vítěz taktéž napomínán
- 3 - Prohra na body, 1-7 body rozdíl
- 3,5 - Prohra na body, 8-11 bodů rozdílu
- 4 - Prohra lopatková, technickou převahu, pro pasivitu, zranění, nenastoupení

### Kolo 1
| TPP | MPP |                            | Score     |                            | MPP | TPP |
| --- | --- | -------------------------- | --------- | -------------------------- | --- | --- |
| 1   | 1   | István Kovács (HUN)        | 3 - 3     | Günter Busarello (AUT)     | 3   | 3   |
| 4   | 4   | Zachée N'Dock (CMR)        | TF / 4:21 | Mohammad El-Oulabi (SYR)   | 0   | 0   |
| 4   | 4   | Sören Claeson (SWE)        | TF / 4:01 | Ismail Abilov (BUL)        | 0   | 0   |
| 4   | 4   | Ahmadjan Khashan (AFG)     | DQ / 7:59 | Henryk Mazur (POL)         | 0   | 0   |
| 4   | 4   | Vasile Ţigănaş (ROU)       | TF / 1:43 | Zevegiin Düvchin (MGL)     | 0   | 0   |
| 4   | 4   | Armin Weier (GDR)          | TF / 5:04 | Magomedchan Aracilov (URS) | 0   | 0   |
| 4   | 4   | Abdulrahman Mohammed (IRQ) | TF / 7:31 | Abdula Memedi (YUG)        | 0   | 0   |

### Kolo 2
| TPP | MPP |                            | Score     |                            | MPP | TPP |
| --- | --- | -------------------------- | --------- | -------------------------- | --- | --- |
| 1   | 0   | István Kovács (HUN)        | TF / 4:48 | Zachée N'Dock (CMR)        | 4   | 8   |
| 3   | 0   | Günter Busarello (AUT)     | DQ / 6:58 | Mohammad El-Oulabi (SYR)   | 4   | 4   |
| 7   | 3   | Sören Claeson (SWE)        | 5 - 11    | Henryk Mazur (POL)         | 1   | 1   |
| 0   | 0   | Ismail Abilov (BUL)        | TF / 0:46 | Vasile Ţigănaş (ROU)       | 4   | 8   |
| 1   | 1   | Zevegiin Düvchin (MGL)     | 14 - 11   | Armin Weier (GDR)          | 3   | 7   |
| 0   | 0   | Magomedchan Aracilov (URS) | TF / 1:48 | Abdulrahman Mohammed (IRQ) | 4   | 8   |
| 0   |     | Abdula Memedi (YUG)        |           | Bye                        |     |     |
| 4   |     | Ahmadjan Khashan (AFG)     |           | DNA                        |     |     |

### Kolo 3
| TPP | MPP |                          | Score     |                            | MPP | TPP |
| --- | --- | ------------------------ | --------- | -------------------------- | --- | --- |
| 3   | 3   | Abdula Memedi (YUG)      | 3 - 4     | István Kovács (HUN)        | 1   | 2   |
| 7   | 4   | Günter Busarello (AUT)   | DQ / 7:25 | Ismail Abilov (BUL)        | 0   | 0   |
| 7.5 | 3.5 | Mohammad El-Oulabi (SYR) | 6 - 15    | Henryk Mazur (POL)         | 0.5 | 1.5 |
| 5   | 4   | Zevegiin Düvchin (MGL)   | DQ / 5:49 | Magomedchan Aracilov (URS) | 0   | 0   |

### Kolo 4
| TPP | MPP |                     | Score     |                            | MPP | TPP |
| --- | --- | ------------------- | --------- | -------------------------- | --- | --- |
| 7   | 4   | Abdula Memedi (YUG) | TF / 4:19 | Ismail Abilov (BUL)        | 0   | 0   |
| 3   | 1   | István Kovács (HUN) | 6 - 4     | Zevegiin Düvchin (MGL)     | 3   | 8   |
| 5.5 | 4   | Henryk Mazur (POL)  | TF / 5:49 | Magomedchan Aracilov (URS) | 0   | 0   |

### Kolo 5
| TPP | MPP |                     | Score |                            | MPP | TPP |
| --- | --- | ------------------- | ----- | -------------------------- | --- | --- |
| 4   | 1   | István Kovács (HUN) | 7 - 4 | Henryk Mazur (POL)         | 3   | 8.5 |
| 1   | 1   | Ismail Abilov (BUL) | 8 - 4 | Magomedchan Aracilov (URS) | 3   | 3   |

### Finále
Výsledky z předchozích kol se započítávají do finále (žlutě zvýrazněno).
| TPP | MPP |                            | Score     |                            | MPP | TPP |
| --- | --- | -------------------------- | --------- | -------------------------- | --- | --- |
|     | 1   | Ismail Abilov (BUL)        | 8 - 4     | Magomedchan Aracilov (URS) | 3   |     |
|     | 4   | István Kovács (HUN)        | TF / 1:48 | Ismail Abilov (BUL)        | 0   | 1   |
| 3   | 0   | Magomedchan Aracilov (URS) | 18 - 1    | István Kovács (HUN)        | 4   | 8   |

## Finálové pořadí
1. Ismail Abilov (BUL)
2. Magomedchan Aracilov (URS)
3. István Kovács (HUN)
4. Henryk Mazur (POL)
5. Abdula Memedi (YUG)
6. Zevegiin Düvchin (MGL)
7. Günter Busarello (AUT)
8. Mohammad El-Oulabi (SYR)